# CCTV-2
CCTV-2 és el canal econòmic de la CCTV. Va començar a emetre el 1973. El canal s'emet només a la Xina.

## Principals temes del canal
Els principals temes del canal són:
- Eficiència energètica.
- Borsa de valors.
- Frau.
- Concursos de televisió.

## Programació
Aquests són els dos principals programes que s'han mantingut en emissió des de fa gairebé 20 anys.
- 8:00: 第一时间, "Primer Focus".
- 11:50: 全球资讯榜, "Informació Global".

## Presentadors
- Li Yong